# Benoît Baume
Benoît Baume, né en 1978 à Lyon, est un journaliste français, fondateur et directeur de la rédaction du magazine Fisheye.

## Biographie

### Jeunesse
Né le 6 avril 1978 à Lyon, Benoît Baume fait ses études à Sciences Po Lyon avant de rejoindre le cursus de journalisme de l'université de Salzbourg, en Autriche. Il est aujourd'hui père de trois enfants.

### Journalisme
Entré au sein du quotidien Libération en 1998 lors d'un stage, Benoît Baume va y couvrir le sport et notamment la voile et le judo, discipline qu'il pratique. Il sera également pigiste pour Le Nouvel Obs. Arrivé au sein de la rédaction de Libération après une période économique compliquée, Libé 3, il réalise que « faire un média sans argent était compliqué et très frustrant ». 
En 2012, devenu directeur de la rédaction du magazine Images, il démissionne. Il expliquera plus tard que « malgré le développement du magazine, Images restait classique et ne représentait pas ce que la photo était en train de devenir avec l’apparition d’Internet ».

### Be Contents
En 2013, il cofonde avec Tom Benainous le groupe Be Contents pour mener des activités de presse, d'édition, de conseil aux entreprises et d'événementiel. Benoît Baume explique cette diversification des activités du groupe par le souhait de permettre au magazine photo Fisheye, lancé en juin 2013, de conserver son indépendance : « Par le passé, j'ai vu combien les contraintes économiques pouvaient pousser les médias à de mauvais choix éditoriaux, d'où cette diversification ».